# Янош I Другет
Янош (Жан, Иоанн) I Другет (венг. János I. Drugeth , фр. Jean Druget, около 1286, Салерно — 15 июня 1333) — государственный и военный деятель Венгерского королевства, Палатин Венгрии в 1327—1333 годах. Неаполитанско-венгерский барон.

## Биография
Представитель знатного рода Другеты, выходцев из Неаполитанского королевства. Его предки за помощь в усмирении феодальной фронды баронов Венгерского королевства были пожалованы обширными земельными наделами в Закарпатье.
Сын Джованни Другета, камердинера Карла II Анжуйского. Был на службе Анжу-Сицилийского дома. Начал службу в конце правления неаполитанского короля Карла II. В 1309 году — член посольства во главе с епископом Пьетро де Балонесио к папе римскому Клименту V в Авиньон.
После 1312 оказался в Венгрии, где служил Клеменции Венгерской. В 1313 году по призыву Филиппа Тарентского вернулся в Калабрию. В 1316 году он упомянут как поджупан комитатов Спиш и Абауй. В том же году имя Жана (Яноша) Другета фигурирует в списке вассалов области Terra de Lavoro, которые были обязаны прибыть к королевскому юстицинарию в Неаполь для перерегистрации. С 1317 находился на службе у принца Филиппа Тарентского, в пользу которого действовал в Ахейском княжестве.
С 1324 года окончательно поселился в Венгрии. Принимал участие в дипломатических контактах между Неаполитанским и Венгерским королевствами.
В 1327 году после смерти брата Филиппа Другета был назначен Палатином венгерского королевства и королевским судьёй. Унаследовал всё имущество Филиппа Другета. В том же году получил от короля обширные земельные наделы в Закарпатье в Унге (в том числе Ужгород).
В 1328 году назначен каштеляном Обуды, стал ишпаном комитатов Унга, Земплина.
В 1327—1334 годах занимал пост надора, вторую высшую (после короля) государственную должность в Венгерском королевстве.
В 1330 году во главе 8-10-тысячного войска отправился для поддержки польского короля Владислава I Локетки против Тевтонского ордена. В том же году стал ишпаном комитатов Фейер, Шомодь, Тольна.
В 1331 году участвовал в подготовке Первого съезда европейских монархов в Вышеграде.
Умер в 1333 году.
Был родоначальником венгерской ветви семьи Другетов, которая процветала до XVII века.

## Дети
- Вилмош (? — 1342) — палатин Венгрии (1334—1342), старший сын
- Миклош (? — 1355) — королевский судья (1354—1355), второй сын
- Янош (ок. 1320—1362) — ишпан Земплина (1354—1362), младший сын